# Катави (национальный парк)
Национальный парк Катави – третий по величине национальный парк Танзании, расположенный в области Руква на западе страны. Вместе с соседними заказниками Руква, Луквати и Луафи, а также большим количеством лесных заповедников, район представляет 25 000 км² нетронутых земель.
Название Катави произошло из легенды племени бенде. Согласно легенде неподалёку от озера Катави в деревьях близнецах индийском финике (tamarindus indica) и ложная белой акации (faidherbia albida) живёт дух Катави, или Katabi.

## Физико-географическая характеристика
Большая часть парка находится в рифтовой долине Руква, которая является частью Восточно-Африканской рифтовой системы и проходит параллельно рифтовой долине Танганьика. Озеро Руква на юго-востоке является самой низкой точкой долины. Основными ландшафтами парка являются дно рифтовой долины и горные плато по обеим сторонам от него: на западе находится Ллямба Ля Мфипа эскарпмент (англ. Llyamba lya Mfipa Escarpment), а на востоке Млеле эскарпмент (англ. Mlele Escarpment).

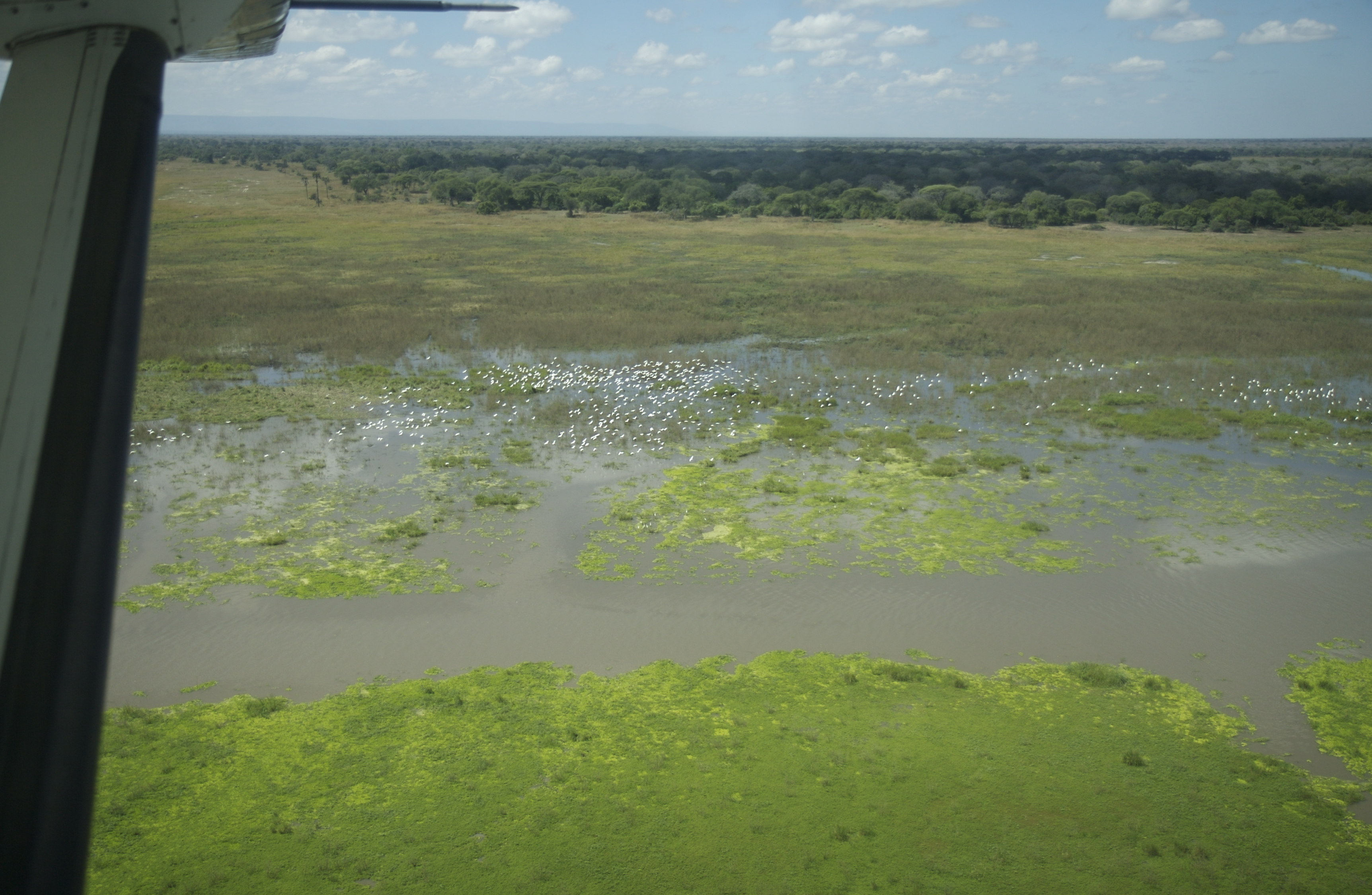
Парк Катави с воздуха

Дно долины является террасой, на которой находятся затопляемые луга, сезонные озёра и реки. Высота над уровнем моря составляет от 820 до 960 метров. Скалистый и обрывистый эскарпмент на востоке покрыт множеством сезонных и круглогодичных водопадов, таких как Чорангва, Лукима и Ндидо (Chorangwa, Lukima and Ndido Falls). Западный эскарпмент включает в себя большое количество гор и крутых склонов. Высота гор здесь достигает 1560 метров.
Практически все реки парка стекают в озеро Руква, у которого нет вытекающих рек, только на северо-западе парка сезонная река Нкамба течёт на запад в озеро Танганьика. Основной артерией парка является река Катума, которая питает озеро Катави на севере, озеро Чада в центре парка, а также затопляемые луга Катисунга, площадь которых составляет 425 км². В последние годы из-за незаконно построенных дамб в верхнем течении, реки Капапа и Нголима, которые питают озеро Чада, пересыхают раньше обычного, что наносит большой вред экосистеме.
Западнее парка находится озеро Танганьика и национальные парки Махале-Маунтинс и Гомбе-Стрим. Южнее и восточнее парка расположены озеро Ньяса (Малави) и национальные парки Китуло и Руаха.

## Флора и фауна
В парке обитает 50 видов крупных и средних млекопитающих. Популяция зебр насчитывает более 20 000 особей, топи – 17 300 особей, буйволов - 15 500, импал – 15 200. В парке водится около 2700 слонов, 4000 гиппопотамов, 5000 бородавочников и 4300 жирафов. Подсчёт видов с воздуха проводится крайне нерегулярно с 1980-х годов. До сих пор остаются необработанными некоторые труднодоступные районы парка. Хищники парка представлены львами, леопардами, пятнистыми гиенами, гепардами, дикими собаками, крокодилами и т.д. Популяция львов и гиен была объектом экологического мониторинга в 2005 году. По результатам исследований в парке насчитывалось 200 львов старше одного года и около 750 гиен.
|            |      |        |
| Гиппопотам | Слон | Буйвол |

Растительный мир парка представлен лесами, травянистыми полями, болотами и сезонными озёрами. В парке насчитывается 226 видов деревьев. В нижней части парка доминирует травянистая растительность, деревья встречаются преимущественно на термитных холмах. Эти затопляемые поля представляют собой территорию парка с самой плодородной почвой. Выше дренажной линии находится переходная зона, которая отличается деревьями, хорошо переносящими сезонные наводнения и высокий уровень воды. В частности, на берегу озера Катави встречается faidherbia albida из семейства мимозовых, которую также называют белой акацией. Вместе с тем большие деревья на песчаной почве являются редкостью. У подножия ескарпментов преобладает зона смешанных лесов. Типичными представителями флоры на уровне выше 900 метров являются детариевые, или миомбо. Сам эскарпемнт покрыт густыми лесами, в которых преобладает julbernardia globiflora.
|                            |                   |                     |            |
| Cyrtacanthacris aeruginosa | Азиатская саранча | Paracinema tricolor | Thericleid |

## Охрана территории
Экосистема Катави охраняется государством с начала XX века. Ещё в 1911 году во время колониального господства Германии район был частью охотничьих угодий Бисмарка. Будучи под контролем Великобритании до 1932 года район Катави носил название заказник Руква. Статус национального парка был получен в 1974 году, в то время его площадь составляла 2253 км². После того как к парку был добавлен ряд заказников, его площадь увеличилась до современных размеров и информация о парке была официально опубликована в газетах. Официальное открытие парка, на котором присутствовал президент страны Вильям Бенджамин Мкапа, состоялось в 1998 году.
В настоящее время натуральная экосистема региона по ряду причин подвержена опасности. Происходит смена традиционных орудий фермеров, выращивающих рис и маис. Вместо кирки и мотыги фермеры переходят на плуги с волами. Резко возросшее поголовье крупного рогатого скота, которое произошло из-за вынужденной эвакуации заказника Руква в 2002 году, также ведёт к деградации почвы.